# Brave (album Marillion)
Brave – siódmy studyjny album Marillion. Płyta została wydana ponownie w 1998 roku w zremasterowanej wersji dwupłytowej.
Pomysłodawcą concept albumu Brave jest Steve Hogarth. Wymyślił on główny wątek na podstawie historii o dziewczynie zatrzymanej przez policję, gdy chodziła po moście Severn Bridge, którą usłyszał w radiu. Nie wiedziała kim jest, skąd przyszła, odmówiła nawet rozmowy. To wydarzenie zainspirowało Steve'a Hogartha do napisania historii dziewczyny którą spotykają różne straszne rzeczy.

## Skład zespołu
- Steve Hogarth – śpiew
- Steve Rothery – gitara
- Pete Trewavas – gitara basowa
- Mark Kelly – keyboard
- Ian Mosley – perkusja

## Lista utworów
Wszystkie utwory napisane przez Hogartha, Rothery'ego, Trewavasa, Kelly'ego i Mosleya. Wszystkie teksty napisane przez Hogartha, z wyjątkiem wskazanych.
CD1:
1. Bridge – 2:55
2. Living With The Big Lie – 6:46
3. Runaway (Hogarth/Helmer) – 4:40
4. Goodbye To All That – 12:26
5. Hard As Love (Hogarth/Helmer) – 6:41
6. The Hollow Man – 4:08
7. Alone Again In The Lap Of Luxury – 8:13
8. Paper Lies (Hogarth/Helmer) – 5:47
9. Brave – 7:56
10. The Great Escape (Hogarth/Helmer) – 6:30
11. Made Again (Helmer) – 5:02

CD2:
1. The Great Escape (Orchestral Version) – 5:18
2. Marouatte Jam – 9:44
3. The Hollow Man (Acoustic) – 4:10
4. Winter Trees – 1:47
5. Alone Again In The Lap Of Luxury (Acoustic) – 2:43
6. Runaway (Acoustic) – 4:27
7. Hard As Love (Instrumental) – 6:48
8. Living With The Big Lie (Demo) – 5:12
9. Alone Again In The Lap Of Luxury (Demo) – 3:17
10. Dream Sequence (Demo) – 2:36
11. The Great Escape (Spiral Remake) – 5:48

## Single
- "The Great Escape"
- "The Hollow Man"
- "Alone Again in the Lap of Luxury"